# Most Likely You Go Your Way (And I'll Go Mine)
Most Likely You Go Your Way (And I'll Go Mine) è una canzone di Bob Dylan, la prima traccia del secondo disco del suo doppio album del 1966 Blonde on Blonde. Dylan fece uscire la canzone come singolo per due volte durante la sua carriera, la prima volta nel 1974, raggiungendo la posizione numero 66 in classifica negli Stati Uniti e la seconda volta nel 2007, in una versione remixata, che raggiunse la posizione numero 51 in classifica in Gran Bretagna.

## Il brano

### Registrazione
Registrata ai Columbia Recording Studios di Nashville, Tennessee, la canzone vede la partecipazione dei veterani musicisti di studio di Nashville Wayne Moss, Charlie McCoy, Kenneth A. Buttrey, Hargus Robbins, Jerry Kennedy, Joe South, Bill Aikins, Henry Strzelecki, e Robbie Robertson, chitarra solista durante i tour di Dylan nel periodo 1965-1966 e futuro leader della Band. Gli strumenti prevalenti nella composizione sono il trombone, il pianoforte, la chitarra, l'armonica, il basso, la batteria, e l'organo elettrico. Charlie McCoy si prodigò in una dimostrazione di virtuosismo suonando il basso e la tromba simultaneamente.

### Musica e testo
Il brano è costituito da tre strofe e da un ponte dopo la seconda strofa. Si tratta di una composizione blueseggiante, con un ritmo abbastanza vivace. Il testo parla di un uomo stanco di dover sempre rassicurare la propria partner dei propri sentimenti e pronto a mollare tutto piuttosto che continuare a convivere con l'imprevedibilità della donna.
Nelle note esplicative incluse nel cofanetto Biograph, Dylan rivelò di aver composto la canzone in seguito ad una relazione fallita a proposito della quale disse: «Sono stato fortunato a venirne fuori senza il naso rotto!».

### Esecuzioni dal vivo
Most Likely You Go Your Way (And I'll Go Mine) veniva spesso eseguita come brano d'apertura dei concerti del tour del 1974 di Bob Dylan e della Band. Il brano venne incluso nel risultante album dal vivo del tour, Before the Flood. Questa versione venne anche pubblicata come singolo, ma raggiunse solo la 66ma posizione nella classifica di Billboard.

### Versione del 2007
Mark Ronson rielaborò e remixò il brano per la promozione della raccolta di successi di Bob Dylan intitolata Dylan uscita nel 2007. Nonostante non fosse inclusa nella versione standard del disco, questa versione venne pubblicata on line come singolo e raggiunse la posizione numero 51 in classifica nel Regno Unito.

## Cover
- Patti Labelle reinterpretò la canzone sul suo album di debutto del 1977 intitolato Patti LaBelle.
- Todd Rundgren ha eseguito la canzone dal vivo.
- Gli Yardbirds fecero uscire una loro versione su singolo. La traccia è reperibile sul disco BBC Sessions.
- La band Mudcrutch eseguiva la canzone durante il tour del 2008.